# Wikijúnior

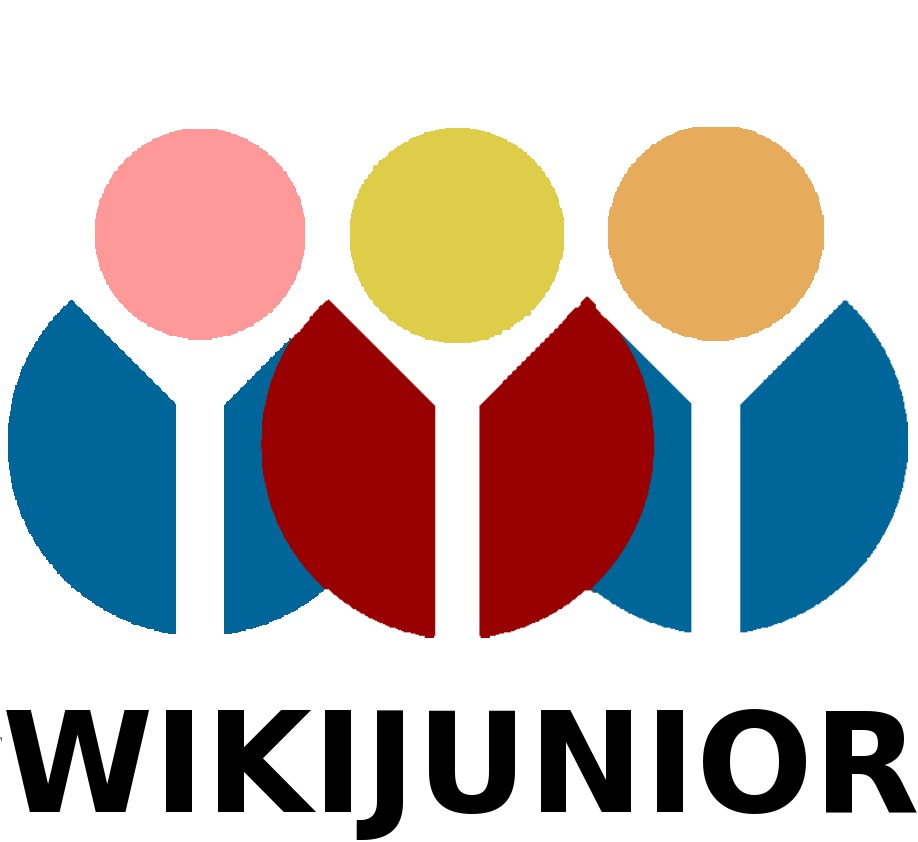
Logotipo proposto para o Wikijúnior

Wikijúnior é o título de um projecto da Fundação Wikimedia, tal como o Wikilivros, dedicado ao desenvolvimento livre e disseminação de livros e textos didáticos de conteúdo aberto dirigido a crianças dos 8 aos 11 anos de idade. Estes livros estão sendo desenvolvidos dentro do projecto Wikilivros da Wikimedia. Actualmente, este projecto encontra-se em desenvolvimento em Inglês, Dinamarquês, Finlandês, Francês, Alemão, Italiano, Japonês, Espanhol e Português, mas é esperado que chegue a uma dúzia de línguas. O Wikijúnior foi criado com o apoio da Beck Foundation.
O projeto está desenvolvendo actualmente três séries de livros:
O Mundo NaturalBiologia/Geografia. Esta série inclui livros como: "Grandes Gatos" e "Dinossauros".
O Mundo Dos CrescidosCultura/Historia/Vida Em Sociedade. Estas séries incluem títulos como : "América do Sul", "Línguas", "Reis e Rainhas de Inglaterra" e "Civilizaçõe Antigas".
Um Mundo de Descoberta e InovaçãoMatematica/Ciência/Tecnologia. Estas séries incluem títulos como: "O Sistema Solar", "Como Funciona..." e "Os Elementos".

## A história do projecto
A Beck Foundation abordou a Wikimedia no sentido de criar wikilivros para jovens, oferecendo uma concessão principal para o esforço inicial. O conceito foi aprovado pelo Board of Trustees da Fundação Wikimedia em 16 de Outubro de 2004. O Wikijunior arrancou em 24 de Outubro desse mesmo ano no site Meta-wiki da Wikimedia por um membro do staff, Danny Wool.
O desenvolvimento do conteúdo actual começou em 7  de Novembro de 2004 no  Wikilivros (em inglês), um mês depois da iniciativa inicial.
A concessão da Beck Foundation era unicamente suportar o projecto com espaço do usuário e não publicar nem distribuir os livros. As negociações para obter uma concessão adicional para a criação de uma versão da cópia decorriam até à data de Julho  de 2006.  (em inglês)